# FA Cup 1920/21

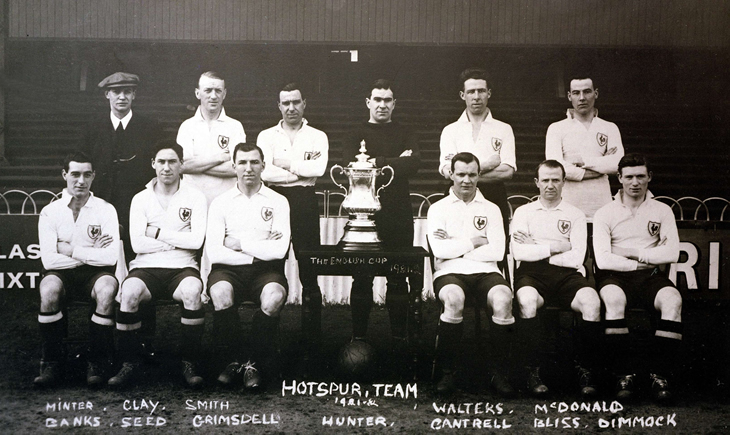
Die Siegermannschaft von Tottenham Hotspur im Jahr 1921.

Der FA Cup 1920/21 war die 46. Austragung des The Football Association Challenge Cup (meist als FA Cup bekannt).
Der Pokalwettbewerb startete mit der Qualifikation zwischen dem 11. September 1920 und dem 22. Dezember 1920. Die Hauptrunde begann anschließend ab dem 8. Januar 1921 und endete mit dem Finale an der Stamford Bridge in London am 23. April 1921 vor einer Kulisse von offiziell 72.805 Zuschauern. Sieger des Wettbewerbs wurde zum zweiten Mal Tottenham Hotspur. Unterlegener Finalist waren die Wolverhampton Wanderers.

## Wettbewerb

### Erste Hauptrunde
| Datum          |                         | Ergebnis |                      |
| -------------- | ----------------------- | -------- | -------------------- |
| 8. Januar 1921 | Aston Villa             | 2:0      | Bristol City         |
| 8. Januar 1921 | Blackburn Rovers        | 1:1      | FC Fulham            |
| 8. Januar 1921 | Bradford City           | 3:1      | FC Barnsley          |
| 8. Januar 1921 | Bradford Park Avenue    | 1:0      | Clapton Orient       |
| 8. Januar 1921 | FC Brentford            | 1:2      | Huddersfield Town    |
| 8. Januar 1921 | Brighton & Hove Albion  | 4:1      | Oldham Athletic      |
| 8. Januar 1921 | Crystal Palace          | 2:0      | Manchester City      |
| 8. Januar 1921 | FC Darlington           | 2:2      | FC Blackpool         |
| 8. Januar 1921 | Derby County            | 2:0      | FC Middlesbrough     |
| 8. Januar 1921 | FC Everton              | 1:0      | Stockport County     |
| 8. Januar 1921 | Grimsby Town            | 1:0      | Norwich City         |
| 8. Januar 1921 | Hull City               | 3:0      | Bath City            |
| 8. Januar 1921 | Leicester City          | 3:7      | FC Burnley           |
| 8. Januar 1921 | FC Liverpool            | 1:1      | Manchester United    |
| 8. Januar 1921 | Luton Town              | 2:1      | Birmingham City      |
| 8. Januar 1921 | FC Millwall             | 0:3      | Lincoln City         |
| 8. Januar 1921 | Newcastle United        | 1:1      | Nottingham Forest    |
| 8. Januar 1921 | Northampton Town        | 0:0      | FC Southampton       |
| 8. Januar 1921 | Notts County            | 3:0      | West Bromwich Albion |
| 8. Januar 1921 | Plymouth Argyle         | 2:0      | AFC Rochdale         |
| 8. Januar 1921 | Preston North End       | 2:0      | Bolton Wanderers     |
| 8. Januar 1921 | Queens Park Rangers     | 2:0      | FC Arsenal           |
| 8. Januar 1921 | FC Reading              | 0:0      | FC Chelsea           |
| 8. Januar 1921 | The Wednesday           | 1:0      | West Ham United      |
| 8. Januar 1921 | FC South Shields        | 3:0      | FC Portsmouth        |
| 8. Januar 1921 | Southend United         | 5:1      | Eccles United        |
| 8. Januar 1921 | AFC Sunderland          | 0:1      | Cardiff City         |
| 8. Januar 1921 | Swansea Town            | 3:0      | FC Bury              |
| 8. Januar 1921 | Swindon Town            | 1:0      | Sheffield United     |
| 8. Januar 1921 | Tottenham Hotspur       | 6:2      | Bristol Rovers       |
| 8. Januar 1921 | FC Watford              | 3:0      | Exeter City          |
| 8. Januar 1921 | Wolverhampton Wanderers | 3:2      | FC Stoke             |

#### Wiederholungsspiele
| Datum           |                   | Ergebnis |                   |
| --------------- | ----------------- | -------- | ----------------- |
| 12. Januar 1921 | FC Blackpool      | 2:1      | FC Darlington     |
| 12. Januar 1921 | FC Chelsea        | 2:2      | FC Reading        |
| 12. Januar 1921 | FC Fulham         | 1:0      | Blackburn Rovers  |
| 12. Januar 1921 | Manchester United | 1:2      | FC Liverpool      |
| 12. Januar 1921 | Newcastle United  | 2:0      | Nottingham Forest |
| 12. Januar 1921 | FC Southampton    | 4:1      | Northampton Town  |
| 17. Januar 1921 | FC Chelsea        | 3:1      | FC Reading        |

### Zweite Hauptrunde
| Datum           |                        | Ergebnis |                         |
| --------------- | ---------------------- | -------- | ----------------------- |
| 29. Januar 1921 | Bradford Park Avenue   | 0:1      | Huddersfield Town       |
| 29. Januar 1921 | Brighton & Hove Albion | 0:0      | Cardiff City            |
| 29. Januar 1921 | FC Burnley             | 4:2      | Queens Park Rangers     |
| 29. Januar 1921 | Crystal Palace         | 0:2      | Hull City               |
| 29. Januar 1921 | Derby County           | 1:1      | Wolverhampton Wanderers |
| 29. Januar 1921 | FC Everton             | 1:1      | The Wednesday           |
| 29. Januar 1921 | Grimsby Town           | 1:3      | FC Southampton          |
| 29. Januar 1921 | Lincoln City           | 0:0      | FC Fulham               |
| 29. Januar 1921 | Newcastle United       | 1:0      | FC Liverpool            |
| 29. Januar 1921 | Notts County           | 0:0      | Aston Villa             |
| 29. Januar 1921 | Preston North End      | 4:1      | FC Watford              |
| 29. Januar 1921 | FC South Shields       | 0:4      | Luton Town              |
| 29. Januar 1921 | Southend United        | 1:0      | FC Blackpool            |
| 29. Januar 1921 | Swansea Town           | 1:2      | Plymouth Argyle         |
| 29. Januar 1921 | Swindon Town           | 0:2      | FC Chelsea              |
| 29. Januar 1921 | Tottenham Hotspur      | 4:0      | Bradford City           |

#### Wiederholungsspiele
| Datum           |                         | Ergebnis |                        |
| --------------- | ----------------------- | -------- | ---------------------- |
| 2. Februar 1921 | Aston Villa             | 1:0      | Notts County           |
| 2. Februar 1921 | Cardiff City            | 1:0      | Brighton & Hove Albion |
| 2. Februar 1921 | FC Fulham               | 1:0      | Lincoln City           |
| 2. Februar 1921 | The Wednesday           | 0:1      | FC Everton             |
| 2. Februar 1921 | Wolverhampton Wanderers | 1:0      | Derby County           |

### Dritte Hauptrunde
| Datum            |                 | Ergebnis |                         |
| ---------------- | --------------- | -------- | ----------------------- |
| 19. Februar 1921 | Aston Villa     | 2:0      | Huddersfield Town       |
| 19. Februar 1921 | FC Everton      | 3:0      | Newcastle United        |
| 19. Februar 1921 | FC Fulham       | 0:1      | Wolverhampton Wanderers |
| 19. Februar 1921 | Hull City       | 3:0      | FC Burnley              |
| 19. Februar 1921 | Luton Town      | 2:3      | Preston North End       |
| 19. Februar 1921 | Plymouth Argyle | 0:0      | FC Chelsea              |
| 19. Februar 1921 | FC Southampton  | 0:1      | Cardiff City            |
| 19. Februar 1921 | Southend United | 1:4      | Tottenham Hotspur       |

#### Wiederholungsspiele
| Datum            |            | Ergebnis |                 |
| ---------------- | ---------- | -------- | --------------- |
| 23. Februar 1921 | FC Chelsea | 0:0      | Plymouth Argyle |
| 28. Februar 1921 | FC Chelsea | 2:1      | Plymouth Argyle |

### Vierte Hauptrunde
| Datum        |                   | Ergebnis |                         |
| ------------ | ----------------- | -------- | ----------------------- |
| 5. März 1921 | Cardiff City      | 1:0      | FC Chelsea              |
| 5. März 1921 | FC Everton        | 0:1      | Wolverhampton Wanderers |
| 5. März 1921 | Hull City         | 0:0      | Preston North End       |
| 5. März 1921 | Tottenham Hotspur | 1:0      | Aston Villa             |

#### Wiederholungsspiel
| Datum        |                   | Ergebnis |           |
| ------------ | ----------------- | -------- | --------- |
| 9. März 1921 | Preston North End | 1:0      | Hull City |

### Halbfinale
Die ersten beiden Spiele wurden am 19. März 1921 und das Wiederholungsspiel am 23. März 1921 ausgetragen.
|                   | Ergebnis |                         | Ort       |
| ----------------- | -------- | ----------------------- | --------- |
| Cardiff City      | 0:0      | Wolverhampton Wanderers | Liverpool |
| Tottenham Hotspur | 2:1      | Preston North End       | Sheffield |

#### Wiederholungsspiel
|                         | Ergebnis |              | Ort        |
| ----------------------- | -------- | ------------ | ---------- |
| Wolverhampton Wanderers | 3:1      | Cardiff City | Manchester |

### Finale
| Tottenham Hotspur                                   | Tottenham Hotspur | Wolverhampton Wanderers | Wolverhampton Wanderers |
| --------------------------------------------------- | --- | --- | ----------------------- |
| Tottenham Hotspur                                   | \| Finale \| \| Samstag, 23. April 1921 in London (Stamford Bridge) \| \| Ergebnis: 1:0 (0:0) \| \| Zuschauer: 72.805 \| \| Schiedsrichter: J. Davies \| \| Spielbericht \|              | \| Finale \| \| Samstag, 23. April 1921 in London (Stamford Bridge) \| \| Ergebnis: 1:0 (0:0) \| \| Zuschauer: 72.805 \| \| Schiedsrichter: J. Davies \| \| Spielbericht \|                | Wolverhampton Wanderers |
| Tottenham Hotspur                                   | Alex Hunter – Tommy Clay, Bob McDonald – Bert Smith, Charlie Walters, Arthur Grimsdell – Jimmy Banks, Jimmy Seed, Jimmy Cantrell, Bert Bliss, Jimmy Dimmock Cheftrainer: Peter McWilliam | Noel George – Maurice Woodward, George Marshall – Val Gregory, Joe Hodnett, Alf Riley – Tancy Lea, Frank Burrill, George Edmonds, Arthur Potts, Sammy Brooks Cheftrainer: Jack Addenbrooke | Wolverhampton Wanderers |
| Tottenham Hotspur                                   | 1:0 Jimmy Dimmock (53.) | | Wolverhampton Wanderers |
| Finale                                              | | |                         |
| Samstag, 23. April 1921 in London (Stamford Bridge) | | |                         |
| Ergebnis: 1:0 (0:0)                                 | | |                         |
| Zuschauer: 72.805                                   | | |                         |
| Schiedsrichter: J. Davies                           | | |                         |
| Spielbericht                                        | | |                         |